# Заполье (Кингисеппский район)
Запо́лье (фин. Saappolja) — деревня в Опольевском сельском поселении Кингисеппского района Ленинградской области.

## История
Впервые упоминается в Писцовой книге Водской пятины 1500 года как сельцо Заполье в Егорьевском Ратчинском погосте Ямского уезда.
На карте Ингерманландии А. И. Бергенгейма, составленной по шведским материалам 1676 года, jона обозначена как деревня Sapolieby.
На шведской «Генеральной карте провинции Ингерманландии» 1704 года — как деревня Sapoliabÿ.
Как деревня Саполия она обозначается на «Географическом чертеже Ижорской земли» Адриана Шонбека 1705 года.
Как деревня Заполье упомянута на карте Ингерманландии А. Ростовцева 1727 года.
Деревня Заполье упоминается на карте Санкт-Петербургской губернии Я. Ф. Шмидта 1770 года.
Деревня Заполье, состоящая из 56 крестьянских дворов, обозначена на карте Санкт-Петербургской губернии Ф. Ф. Шуберта 1834 года, рядом с деревней обозначена Кирка.

ЗАПОЛЬЕ — деревня принадлежит графам Шуваловым, число жителей по ревизии: 168 м. п., 190 ж. п. (1838 год)

В пояснительном тексте к этнографической карте Санкт-Петербургской губернии П. И. Кёппена 1849 года она записана как деревня Sapolja (Заполье) и указано количество её жителей на 1848 год: савакотов — 21 м. п., 24 ж. п., всего 45 человек, русских — 305 человек.
Деревня Заполье из 56 дворов обозначена на карте профессора С. С. Куторги 1852 года.

ЗАПОЛЬЕ — деревня статского советника Яковлева, 10 вёрст по почтовой дороге, а остальное по просёлкам, число дворов — 60, число душ — 154 м. п. (1856 год)

ЗАПОЛЬЕ — деревня, число жителей по X-ой ревизии 1857 года: 154 м. п., 179 ж. п., всего 333 чел.

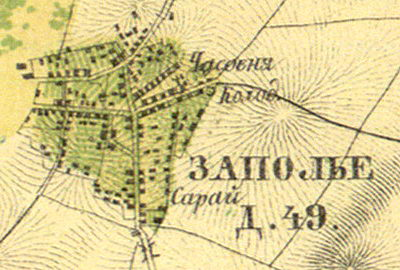
Деревня Заполье на карте 1860 года

Согласно «Топографической карте частей Санкт-Петербургской и Выборгской губерний», в 1860 году деревня Заполье насчитывала 49 дворов, в деревне была часовня.

ЗАПОЛЬЕ — деревня владельческая при колодцах, число дворов — 90, число жителей: 192 м. п., 219 ж. п. (1862 год)

ЗАПОЛЬЕ — деревня, по земской переписи 1882 года: семей — 57, в них 122 м. п., 124 ж. п., всего 246 чел.

ЗАПОЛЬЕ — деревня, число хозяйств по земской переписи 1899 года — 43, число жителей: 81 м. п., 116 ж. п., всего 197 чел.;
 разряд крестьян: бывшие владельческие; народность: русская — 127 чел., финская — 30 чел., эстонская — 34 чел., смешанная — 6 чел

До середины XIX века деревня административно относилась к Ополицкой волости 2-го стана Ямбургского уезда Санкт-Петербургской губернии, затем — 1-го стана. Население деревни было смешанным — финско-эстонско-русским.
С 1917 по 1923 год деревня Заполье входила в состав Запольского сельсовета Ополицкой волости Кингисеппского уезда.
С 1923 года в составе Ястребинской волости.
Согласно данным переписи населения СССР 1926 года в деревне Заполье Алексеевского сельсовета проживали 185 человек, большинство русские, а также финны и эстонцы.
С августа 1927 года в составе Кингисеппского района.
В 1928 году население деревни Заполье также составляло 185 человек.

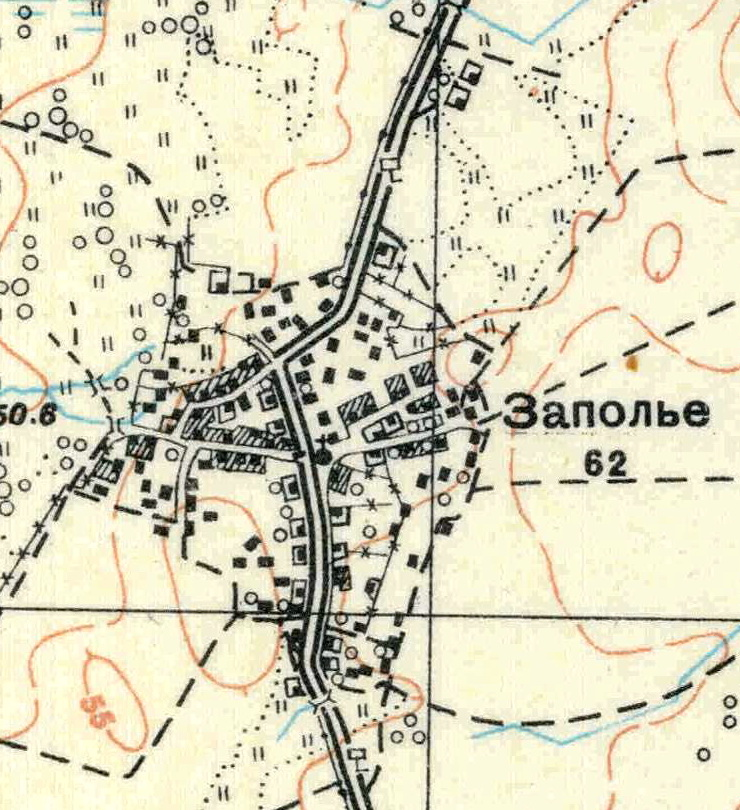
План деревни Заполье. 1930 год

Согласно топографической карте 1930 года деревня насчитывала 62 двора. В центре деревни находилась часовня.
По данным 1933 года деревня Заполье входила в состав Алексеевского сельсовета Кингисеппского района.
Деревня была освобождена от немецко-фашистских оккупантов 31 января 1944 года.
С 1954 года в составе Опольевского сельсовета.
В 1958 году население деревни Заполье составляло 133 человека.
По данным 1966, 1973 и 1990 годов деревня Заполье находилась в составе Опольевского сельсовета Кингисеппского района.
В 1997 году в деревне Заполье проживали 25 человек, в 2002 году — 23 человека (русские — 91 %), в 2007 году — 39.

## География
Деревня расположена в восточной части района к западу от автодороги А180 (E 20) (Санкт-Петербург — Ивангород — граница с Эстонией) «Нарва».
Расстояние до административного центра поселения — 6 км.
Расстояние до ближайшей железнодорожной станции Кёрстово — 2,5 км.

## Демография
| 1862 | 2007 | 2010 | 2017 |
| ---- | ---- | ---- | ---- |
| 411  | ↘39  | ↘29  | ↗59  |

### Национальный состав
Согласно данным Всероссийской переписи населения 2021 года в деревне проживали 100 человек, из них:
 русские — 94, украинцы — 1 человек, остальные национальность не указали.

## Улицы
Круговая, Луговая, Полевая, Центральная.